# Rafał Giec
Rafał Giec (ur. 24 stycznia 1975 w Poznaniu), znany jako Frantz – polski muzyk rockowy, kompozytor, instrumentalista, gitarzysta znany głównie z zespołu Armia. Współtworzył zespoły Candida oraz Budzy i Trupia Czaszka, a także współpracował z zespołami Muchy i Hot Water. Zajmował się też produkcją studyjną (m.in. był współautorem miksu płyt Armii Podróż na Wschód i DVD Koncert na 20-lecie).

## Dyskografia[2]
Candida
- 2005 Meta

Armia
- 2009 Der Prozess
- 2009 Freak
- 2009 Gajcy („Wczorajszemu”)
- 2010 Armia 25-lecie zespołu XVI Przystanek Woodstock [Live]
- 2012 Podróż na Wschód [Soundtrack]
- 2013 Wspomnij Ziutka („Pałacyk Michla”)
- 2013 Koncerty w Trójce vol. 2 - Armia
- 2015 Toń
- 2016 Tam gdzie kończy się kraj [Live]

Budzy i Trupia Czaszka
- 2013 Mor
- 2013 Wspomnij Ziutka („Akcja to jest fajna heca”, „W parasolu jest już taka mania”, „Dziadobójca”)

Muchy
- 2014 Karma Market, (kompozytor „Queen for a Day”[3])